# Mikkel Lund
Mikkel Lund, född den 8 januari 1979, är en dansk orienterare som tog EM-brons i stafett 2002.